# Dipartimento federale di giustizia e polizia
Il Dipartimento federale di giustizia e polizia (DFGP; in tedesco: Eidgenössisches Justiz- und Polizeidepartement - EJPD, in francese: Département fédéral de justice et police - DFJP, in romancio: Departament federal da giustia e polizia - DFGP) è uno dei sette Dipartimenti (Ministeri) nel governo svizzero.
Élisabeth Baume-Schneider dirige questo Dipartimento dal 1º gennaio del 2023.

## Cambiamento di denominazione
- 1848 Dipartimento di giustizia e polizia
- 1979 Dipartimento federale di giustizia e polizia

## Competenze
- Segreteria generale
- Uffici federali
  - Ufficio federale di giustizia
  - Ufficio federale di polizia
  - Ufficio federale della migrazione
  - Ufficio federale di metrologia
- Commissioni
  - Commissione federale delle case da gioco
  - Commissione arbitrale federale per la gestione dei diritti d'autore e dei diritti affini
  - Commissione di ricorso in materia di proprietà intellettuale
- Istituti
  - Istituto federale della proprietà intellettuale
  - Istituto federale di diritto comparato

## Consiglieri federali a capo del dipartimento
| - 1848-1849: Henri Druey - 1850-1851: Jonas Furrer - 1852: Henri Druey - 1853-1854: Jonas Furrer - 1855: Jakob Stämpfli - 1856-1857: Jonas Furrer - 1858: Melchior Josef Martin Knüsel - 1859-1861: Jonas Furrer - 1861-1863: Jakob Dubs - 1864-1865: Melchior Josef Martin Knüsel | - 1866: Jakob Dubs - 1867-1873: Melchior Josef Martin Knüsel - 1874-1875: Paul Cérésole - 1876-1880: Fridolin Anderwert - 1881: Emil Welti - 1882: Antoine Louis John Ruchonnet - 1883: Adolf Deucher - 1884-1893: Antoine Louis John Ruchonnet - 1894-1895: Eugène Ruffy - 1895-1897: Eduard Müller | - 1897-1900: Ernst Brenner - 1901: Robert Comtesse - 1902-1907: Ernst Brenner - 1908: Josef Anton Schobinger - 1908: Ludwig Forrer - 1909-1911: Ernst Brenner - 1911: Arthur Hoffmann - 1912: Eduard Müller - 1913: Camille Decoppet - 1914-1919: Eduard Müller | - 1920-1934: Heinrich Häberlin - 1934-1940: Johannes Baumann - 1941-1951: Eduard von Steiger - 1952-1958: Markus Feldmann - 1959: Friedrich Traugott Wahlen - 1960-1971: Ludwig von Moos - 1972-1982: Kurt Furgler - 1983-1984: Rudolf Friedrich - 1984-1989: Elisabeth Kopp - 1989-1999: Arnold Koller | - 1999-2003: Ruth Metzler-Arnold - 2003-2007: Christoph Blocher - 2008-2010: Eveline Widmer-Schlumpf - 2010-2018: Simonetta Sommaruga - 2019-2022: Karin Keller-Sutter - 2023-: Élisabeth Baume-Schneider |